# Salomo I. von Konstanz
Salomo I. von Konstanz († 5. März oder 2. April 871) war von 838/39 bis 871 Bischof von Konstanz.

## Leben
Salomo entstammte vermutlich einer nördlich des Bodensees ansässigen Adelsfamilie, der auch sein Neffe Salomo II. von Konstanz und die Bischöfe Salomo III. von Konstanz und Waldo von Freising angehörten. Er war zunächst Mönch im Kloster Fulda, wo er wahrscheinlich Lehrer Otfrids von Weißenburg war. Salomo war häufig in der Nähe von König Ludwig II. (dem Deutschen) zu finden. Er nahm an zwei Konzilien in Mainz teil. Nach Vereinbarungen mit Abt Grimald wurde die Unabhängigkeit der Abtei St. Gallen vom Bistum Konstanz am 22. Juli 854 in Ulm von König Ludwig in einer Urkunde bestätigt. Bischof Salomo war an der Seite von König Ludwig II. bei Verhandlungen mit den Gesandten Karls des Kahlen und Lothars II. in Worms und war beim Abschluss des Friedensvertrags der drei Herrscher 860 in Koblenz anwesend. 861 war Salomo bei der Gründung des Klosters Wiesensteig anwesend, auch die Gründung von Klerikergemeinschaften in Salmsach und Bischofszell wird ihm zugeschrieben. 864 war Salomo Teilnehmer einer Gesandtschaft nach Rom zu Papst Nikolaus I., bei der unter anderem über die Vereinigung des Bistums Bremen mit dem Erzbistum Hamburg verhandelt wurde. Im gleichen Jahr sprach Salomo Otmar, den Gründer des Klosters St. Gallen, heilig und weihte 867 die für Otmars Gebeine errichtete Grabkapelle. 
868 nahm er an der Synode von Worms teil, die langwirkende kirchenrechtliche Beschlüsse fasste.
Salomo förderte den Kult des Heiligen Pelagius in seinem Bistum.